# Atim Roper Davis
Atim Adhjei Roper Davis (San José, 18 de octubre de 1978), conocido deportivamente como Atim Roper, es un exfutbolista costarricense que jugaba de delantero.

## Clubes[2][3]
| Club                    | País       | Año         | Goles |
| ----------------------- | ---------- | ----------- | ----- |
| AD Santa Bárbara        | Costa Rica | 1998        | ?     |
| CS Herediano            | Costa Rica | 1998 - 2000 | ?     |
| AD Santa Bárbara        | Costa Rica | 2000 - 2001 | ?     |
| Santos de Guapiles      | Costa Rica | 2001        | ?     |
| Deportivo Saprissa      | Costa Rica | 2002        | ?     |
| AD Limonense            | Costa Rica | 2001 - 2002 | ?     |
| CS Cartaginés           | Costa Rica | 2002 - 2004 | ?     |
| CS Herediano            | Costa Rica | 2004 - 2005 | ?     |
| AD Ramonense            | Costa Rica | 2005 - 2006 | ?     |
| CS Herediano            | Costa Rica | 2006        | ?     |
| Brujas FC               | Costa Rica | 2006 - 2007 | ?     |
| CS Herediano            | Costa Rica | 2007 - 2008 | ?     |
| Puntarenas FC           | Costa Rica | 2008        | ?     |
| Municipal Pérez Zeledón | Costa Rica | 2008 - 2009 | ?     |
| AD Ramonense            | Costa Rica | 2009 - 2010 | ?     |
| AD Barrio México        | Costa Rica | 2010 - 2011 | ?     |
| Orión FC                | Costa Rica | 2011        | ?     |
| AD Barrio México        | Costa Rica | 2013        | ?     |